# Gibeauxia
Gibeauxia és un gènere d'arnes de la família Crambidae. Conté només una espècie, Gibeauxia gibeauxi, que es troba a la Guaiana Francesa.